# Nhôm nitride
Nhôm nitride, còn được gọi với vái tên khác là nhôm mononitride, là một hợp chất vô cơ có thành phần chính gồm hai nguyên tố là nhôm và nitơ, có công thức hóa học được quy định là AlN. Hợp chất này dưới dạng wurtzit (w-AlN) là một vật liệu bán dẫn, có ứng dụng tiềm năng cho quang điện tử cực tím chuyên sâu.

## Các ứng dụng
Hiện nay, có rất nhiều nghiên cứu về việc phát triển diode phát sáng để vận hành trong tia cực tím bằng cách sử dụng các chất bán dẫn bằng gali nitride, và bằng cách sử dụng hỗn hợp nhôm gali nitride, bước sóng trở nên ngắn còn 250 nm. Tháng 5 năm 2006, một phát xạ LED AlN không hiệu quả ở 210 nm đã được báo cáo.
Cũng có nhiều nỗ lực nghiên cứu trong ngành công nghiệp và học viện để sử dụng nhôm nitride trong các ứng dụng áp điện MEMS. Chúng bao gồm các bộ cộng hưởng, máy quay và microphone.
Các ứng dụng chính của AlN là:
- Quang điện tử.
- Lớp điện môi trong phương tiện lưu trữ quang học.
- Chất nền điện tử, các tàu chở chip có tính dẫn nhiệt cao là điều cần thiết.
- Ứng dụng quân sự.
- Đóng vai trò như một nồi nấu để tạo ra tinh thể gali asenua.
- Sản xuất thép và chất bán dẫn.